# أفكاي (بني أعلاهم)
أفكاي هو دُوَّار يقع بجماعة بني أحمد إموكزان، إقليم الحسيمة، جهة طنجة تطوان الحسيمة في المملكة المغربية. ينتمي الدوّار لمشيخة بني أعلاهم التي تضم 7 دواوير. يقدر عدد سكانه بـ 360 نسمة حسب الإحصاء الرسمي للسكان والسكنى لسنة 2004.

## روابط خارجية
- البوابة الوطنية للجماعات الترابية
- المندوبية السامية للتخطيط